# کوکو جونز
کوکو جونز (به انگلیسی: Coco Jones) (زاده ۴ ژانویهٔ ۱۹۹۸) رقصنده، خواننده، ترانه‌پرداز و بازیگر آمریکایی است.